# La huida (2001)
La Huida (2001) es una obra escrita en 2000 y representada en el año 2001 por el dramaturgo y director chileno Andrés Pérez. Esta hace referencia a sucesos de persecución a disidencias sexuales y políticas que se adjudican a la dictadura de Carlos Ibáñez del Campo. La anécdota que inspira la obra es una historia que juega entre el mito, por no contar con documentación que la verifique, y la realidad, por ser una historia que recorría las voces populares, las cuales cuentan la historia de como jóvenes homosexuales eran perseguidos,  apresados, y trasladados a Valparaíso para lanzarlos al mar a principios de los años 30. Si bien la obra se estrena el 2001, tiene su base autobiográfica y se comienza a gestar en 1974, aproximadamente un año más tarde del golpe de Estado en chile en 1973
La obra se escribe en un Chile que vive una nueva dictadura de derecha con fuertes represiones, torturas y muertes a manos de un golpe militar, e inspirada por el miedo de que aquellas persecuciones dirigidas a los homosexuales, se vuelvan a cometer en esta nueva dictadura. Este miedo ayudó a darle a la obra un carácter autobiográfico, donde Andrés Pérez va incorporando sentimientos y acontecimientos propios, como las historias del barco en Valparaíso contadas por su madre y las fiesta que organiza el protagonista en su sótanos, las cuales pueden funcionar como referencia a él Spandex Fiesta que fue una serie de ocho espectáculos underground realizados en el teatro Esmeralda de Santiago en la madrugada de cada sábado de mayo y junio en el año 1991, los cuales fueron organizadas por Daniel Palma y Andrés Pérez.
Bajo este contexto  de represión la obra no se monta, solo logra hacerlo sino 27 años después de su creación, en el año 2001, en un Chile que ya había vuelto a la democracia y  en el cual, desde el fin de la dictadura, organizaciones se movilizaron para reivindicar los derechos de la diversidad sexual, apareciendo Movimiento de Integración y Liberación Homosexual (Movilh) en 1991 y quienes más tarde lideraría la lucha por la despenalización de las relaciones homosexuales entre adultos que se concreta en 1999 a través de la promulgación de la Ley 19.617. Por lo tanto, la obra se monta en un momento, que tras diversas movilizaciones, la diversidad sexual en Chile, si bien no son del todo aceptadas, ya existía una visibilización.

## Argumento y Personajes
La Huida nos retrata vivencias de hombres homosexuales que vivían en los años treinta durante la dictadura y postdictadura de Carlos Ibáñez del Campo. El protagonista de la historia es Joaquín, un hombre homosexual que es dueño de un club gay clandestino que construyó en el propio sótano de su casa, y que tiene un negocio donde ayuda a cambio de dinero a hombres y parejas homosexuales a huir del país debido a la persecución efectuada por parte del Estado chileno. Joaquín tiene como pareja a Pedro, un hombre casado que confiesa su bisexualidad ante el protagonista. En un diálogo entre estos dos personajes se menciona el rumor de que el Estado chileno persigue y asesina a homosexuales, a estos se les secuestra y lleva a un barco donde les implantan cemento en sus pies y una vez seco los arrojan al mar.
Cuando Pedro se encuentra en la ducha, conocemos que hay una pareja de hombres, Ernesto y Esteban, escondidos en el sótano de Joaquín a la espera de su huida del país. Cuando Pedro es echado por Joaquín para poder llevar a cabo la huida, este le pide que lo vaya a dejar y se encuentran con dos amigos, Sebastián e Ignacio, los cuatro suben a la casa del protagonista para beber, sin embargo estos últimos le exigen el dinero de sus ganancias por ayudar a homosexuales a escapar del país. Después de un tiempo de resistencia de parte de Joaquín, Pedro confiesa que es el autor de este plan para robarle el dinero, mientras todo esto sucede los hombres en el sótano sumamente nerviosos vean acercarse su muerte.
Lo interesante de esta obra, es que a medida que avanza los actores de los personajes van interpretado otros roles en la obra, los cuales producen pequeñas crisis de la representación en escena por los cambios bruscos entre los actores y personajes. Tenemos a Joaquín que luego se convierte en el autor, a Pedro en actor Juan, Ernesto en actor Miguel, Esteban en actor Samuel, Sebastián en actor Francisco e Ignacio en actor Lorenzo. Cuando los actores pasan a interpretar a otros actores, y Joaquín al autor, estos van aportando experiencias y situaciones que ayuda a la construcción temática de la obra y que le van dando un sentido más profundo.

## Puesta en escena y Montaje
La Huida (2001) fue estrenada en las Bodegas Teatrales de Matucana el 4 de febrero en Santiago. Fue protagonizada en un principio por Erto Pantoja, Ernesto Anacona, Ivo Herrera, Juan José Olavarrieta, Fernando Gómez-Rovira, Ramón González, Iván Álvarez de Araya, para luego ser actuada por Andrés Pérez Araya, Pablo Valledor, Ramón González, Iván Álvarez de Araya, Ivo Herrera, Juan José Olavarrieta y Andrés Gutiérrez.
Rosa Ramírez, la exesposa del dramaturgo, fue su ayudante en dirección y luego, el 2002, dirigió la obra que fue reestrenada por la compañía Gran Circo Teatro.
Con el montaje de esta obra, Andrés Pérez obtuvo el premio a la mejor dirección teatral, en el premio Altazor 2002.
La puesta en escena se hace en una habitación oscura, donde a veces, se dificulta la vista de los personajes . La escenografía se mantiene igual: una cama de color blanco, alfombras de paja, un sillón pequeño café oscuro, una cortina blanca de baño por un lado y al otro, una fogata, una caja de vidrio con agua, una escalera y varias cajas de madera. Las paredes son oscuras y de manera. El montaje además, utiliza material audiovisual proyectado por un proyector que ayuda a la escena a poder hacer un juego de sombras junto a la tonalidad oscura que se mantiene en el escenario en todo momento.
El vestuario hace alusión a la época donde se remonta, 1930, ropa de colores cafés, en general oscuras, también usa desnudos en una escena. El único vestuario que llama la atención sobre los otros (debido a la diferencia entre los mismos) es el del personaje del Primo: usa prendas entremezcladas de blanco y negro, un sombrero y un muñeco colgado al cuerpo.
La prensa retrató la obra como un «montaje electrizante» donde el espectador terminaba conmovido y atónito ante la puesta en escena. También, hablan sobre el lugar donde se montó la obra, las Bodegas Teatrales de Matucana, que según la prensa eran "unos viejos galapones, hasta hace poco abandonados".

## Propuestas de Lectura

### Representación de la sexualidad disidente en la obra.
En la obra se presentan dos sexualidades disidentes: la homosexualidad y la bisexualidad, ambas solo desde personajes masculinos. Estas corresponden a disidencias sexuales ya que son distintas a la hegemónica de la época, a saber, la heterosexual, la cual es caracterizada por Ezequiel Lozano en su texto Censuras a la disidencia sexual en la historia del teatro argentino como heteronormativa y heterocentrada.
La primera mencionada es representada con más profundidad mientras que la segunda solo se menciona. Para el primer caso, los personajes que caben dentro de la categoría a través del autoreconocimiento son Joaquín, Ernesto y Esteban. Para el segundo caso, solo es posible mencionar a Pedro. En cuanto a los otros personajes, Sebastián e Ignacio, se comenta que ambos han experimentado el deseo carnal por personas de su mismo género, pero estos no se reconocen como homosexuales, sino que más bien muestran desinterés o repudio por quienes sí lo son abiertamente.
La primera disidencia sexual es caracterizada como un ‘pecado innombrable’ según la consideración social y política preponderante, el cual, es condenado, perseguido y asesinado. Esta es abordada desde dos perspectivas: la homofóbica, que considera a los homosexuales como degenerados que no merecen vivir, ya que estos no son ni hombres ni mujeres, es decir, no son nada, y la no homofóbica, que considera que estos no hacen daño a nadie.
Por otra parte, el vivir como parte de esta disidencia, en la obra, es diferente para cada quien según su origen social, ya que si se viene de una clase social alta puedes acceder a la posibilidad de huir clandestinamente fuera del país para vivir en otro libre y sin miedo. Contrariamente, si se viene de una clase social baja esta no es una opción y solo puedes vivir hipócritamente apantallando tu sexualidad casándose con una mujer o bien, ser asesinado por ser descubierto. Lo que sí resulta transversal a las clases sociales, es el peligro que representaba el ser descubierto, ya que aunque se contara con el dinero para huir, si se era descubierto intentándolo el destino sería el mismo; la muerte.
Finalmente, la representación de esta sexualidad disidente es una de las características más importantes de la obra, ya que en los años en que fue escrita y lanzada, este tipo de temáticas aún no era abordada a gran escala, por lo cual resultaba un tema novedoso y llamativo.

#### VIH.
Bajo el prisma de la representación de la sexualidad disidente en La Huida (2001), resulta relevante tratar el tema del VIH (virus de la inmunodeficiencia humana). En la obra se realiza un acercamiento a tal temática mediante la representación de las corporalidades masculinas homosexuales, lo cual tiene implicaciones no solo a nivel teatral y estético, sino que también supone repercusiones en la configuración sociocultural de un Chile post dictatorial. Esto, porque por medio de La Huida (2001), Andrés Pérez contribuye a la lucha contra la discriminación de los portadores de VIH y de las minorías sexuales en el contexto del inicio del siglo XXI en Chile, momento en que aún primaba el desconocimiento con respecto a la enfermedad. La detección del VIH en el país tuvo lugar por primera vez en 1984, por lo que la inclusión del asunto en la obra resulta revolucionario. Además, es interesante señalar que al tratar el VIH en La Huida (2001), también se hace un guiño al carácter autobiográfico de la obra. Andrés Pérez fallece en el año 2002 por una neumonía agravada por el SIDA.
En sus inicios, la transmisión del virus se asociaba casi exclusivamente con las relaciones homosexuales y a la promiscuidad. A este respecto, es importante que en la obra se aborde, entre otras cosas, el asunto de las fiestas homosexuales clandestinas (las fiestas de las llamadas ‘locas’), porque este era un espacio percibido de manera negativa y como foco de propagación del VIH. Desde el comienzo del relato se menifiesta esta percepción perniciosa hacia las fiestas clandestinas, cuando Juan y el Autor (que es Joaquín) enuncian cómo en el transcurso de una de ellas aparecen varios hombres con la finalidad de agredirlos. En vista de lo mencionado, es posible, además, establecer un diálogo entre el trabajo de Andrés Pérez y el colectivo Las Yeguas del Apocalipsis, conformado por Pedro Lemebel y Francisco Casas en el año 1987. A través de la performance, el colectivo plasma la resistencia a la dictadura y denuncia los abusos a los derechos humanos y hacia la dignidad de las personas, además de suponer una afilada crítica político-cultural. Si bien no existen registros claros sobre el origen del colectivo, según información recolectada por Memoria Chilena, probablemente se debe al SIDA, enfermedad de transmisión sexual entendida como una plaga. Además, varias de sus performances giraron en torno al VIH, al SIDA y a la homosexualidad, con lo cual defendieron a las disidencias sexuales y contribuyeron a la visibilización de grupos marginalizados por el poder hegemónico patriarcal y heteronormado.

#### El cuerpo «Gay»
En la obra se utiliza al cuerpo como un mecanismo para la experimentación artística al acrecentar la expresión corporal y la visibilización de esto cuerpos disidentes en la esfera de la representación teatral. En La Huida (2001) nos encontramos con la materialización de figuras masculinas que se encuentran fuera de las convenciones heteronormadas, donde los cuerpos se encuentran en este espacio y materializan una verdad coreografiada en el escenario.  Debemos comprender al cuerpo planteado por J.A. Sánchez como “el movimiento, es en sí mismo, proceso de reflexión diverso al proceso de reflexión intelectual y sereno”, el cuerpo como eje de pensamiento a través de las distintas secuencias, amorosas o violentas; la acción y la voz como propulsor de la memoria.
La puesta en escena resulta, de esta manera, como un sinfín de afectos, actos de amor y besos, así como también de violencia y horror, bajo ninguno de estos dos polos existe censura alguna. Ambos coexisten encontrándose y desencontrándose en la escena a través de los cuerpos presentados, de los actores que fidedignamente construyen para representar en escena «un gay» en particular con el objetivo de lograr la creación de múltiples narrativas que constituyen capas de sentido y significado, cuando cada actor encarna un nuevo personaje para agregar dimensión a la obra. Existe, de este modo,  una polifonía de voces donde cada cuerpo es capaz de encarnar a otro y materializar historias que no han sido contadas, demostrando la potencia de la voz como evidencia, como una confesión, “surgen voces la del propio dramaturgo, la de la madre, la de los actores, todas cuales van dando cuenta –a su manera– de las diversas “huidas” reales y  simbólicas “
Al mismo tiempo, debemos de hacer énfasis en el aporte de los útiles tecnológicos junto con esta constitución de la identidad «gay» en los personajes.“Hay que valorar la utilización del extenso espacio, el apoyo audiovisual, la presencia constante (en Peréz) de los cuatro elementos: agua, tierra, fuego, aire conformando ese necesario rito catártico” mencionado en El Mercurio por Eduardo Guerrero en el 2001, año en que finalmente fue estrenada la obra.  La unión de los elementos provoca una fuga de esta sobre exposición que el espectador afronta ante esta nueva materialización, incomoda, abierta  y sin censura.
Esta representación no solo es una coreografía poco común para el espectador, sino que también,  resulta extraña para la compañía de teatro que la presenta llamada Gran circo teatro, “en todo caso, estamos frente a una propuesta a un espectáculo muy diferente a lo que ha sido –en términos generales–la propuesta de la compañía, en cuanto a la valoración de lo popular y lo festivo. Esta es una obra intimista, una especie de tragedia contemporánea (...)"  La representación sería pues no sólo en sí una experimentación del cuerpo disidente en escena, sería también una experimentación en sí de la misma representación siendo ejecutada para los mismos actores y los medios que son empleados en la obra como, el apoyo audiovisual.
Por esta razón debemos comprender esta obra, sus artefactos y la expresión del cuerpo como la confesión de una verdad oculta que confiesa mediante diversas voces, historias que han sido calladas pues no hay vida alguna que sea capaz de contarla. Debemos también comprender a esta obra como un nuevo equilibrio en el marco de la inestabilidad en el cual transita, en esta focalización sobre la corporalidad del cuerpo «gay», de estos cuerpos disidentes fuera de la heteronorma que tiene como propósito invitar tanto al espectador como al actor a buscar un equilibrio dentro de este nuevo orden divergente que es propuesto en escena.

### Memorias y Disidencias.
Dentro de las herramientas de lo político, se encuentra la construcción del género como una “ecología política”, que se utiliza para controlar y limitar a los cuerpos, establece un orden normativo en donde la “naturaleza humana es un efecto de tecnología social que reproduce en los cuerpos, los espacios y los discursos la ecuación: naturaleza= heterosexualidad” por lo que los sujetos que se escapan de esta naturaleza, son anormales, se escapan de la norma. Lo que La huida logra es reunir a estos sujetos, sus historias y visualizarlos dentro de lo autobiográfico y dentro de la historia nacional.
Dado que La huida es una producción que tiene su base en diferentes fechas y en diferentes épocas, logra abarcar tres temporalidades distintas. Primero, la década de 1930, basado en las historias que se contaban sobre la persecución a homosexuales bajo la dictadura de Carlos Ibáñez del Campo; segundo, la dictadura militar de Augusto Pinochet, época en la que se comienza a gestar la obra; y tercero, años 2000, cuando finalmente se monta la obra en las bodegas teatrales de Matucana. Al abarcar diferentes temporalidades, Pérez logra una especie de teatro documental de los abusos cometidos a las disidencias sexuales, y una nueva reflexión ante la visibilización de estas y su historia desde la memoria, entendiendo a esta como “un relato  de recuerdos de un sujeto público, es decir, de un sujeto cuya historia se inscribe en aquellos espacios culturales y momentos en el tiempo de una sociedad por los cuales ha transitado como testigo... El testigo tiene conciencia de la importancia de su testimonio para la sociedad en que vive... este género contribuye a la formación de una memoria “colectiva” o “pública””.
En primer lugar los años 1930, época en la que está situada las historias de los personajes protagonistas que intentan huir de Chile dado las persecuciones a los homosexuales, historia que se trabaja a través de la memoria de su madre y a través del relato hablado, Joaquín se sale de personaje para ahora representar al autor, Joaquín que ahora es el autor:
Autor: “La primera persona a la cual le pregunté sobre si había escuchado algo acerca de ese barco fue a mi madre… me contó que, una mañana en que iban del internado de monjas… ella y sus amigas de curso, unas diez muchachitas pasaron frente a un línea de unos muchachos…con el transcurso de los días un rumor empezó a correr con respecto al destino de los muchachos. El barco. El cemento. el pecado innombrable.”
A través de este desdoblamiento en escena, donde el actor suelta el personaje y se vuelve el autor,  le da a la obra un tono realista, recuerda la historia que le contó su madre, y a través de la memoria, comienza un carácter documental, de dejar registro de lo que sucedió y de esos rumores que no entran a la historia oficial.
Por otro lado, este juego con la memoria también tiene un carácter autobiográfico, que toma otra temporalidad, recuerdos de las vivencias en la dictadura militar de Augusto Pinochet, años en donde se comienza a gestar la obra, en este nuevo contexto de represiones, torturas y desapariciones a las disidencias políticas, se sentía el miedo de que se repitiera la historia.
Autor: ...surgió el comentario:”ojalá que no vuelvan los tiempos del barco…” y la historia de ese barco se fue develando...alguien también dijo: volvieron, solo que se están llevando a otros… en esos años se empezó a gestar dentro de mí esta obra que ahora ustedes están viendo. Me tomó 26 años encontrar la forma de contarla.
Estos 26 años que demoró en encontrar la forma de contarla, llevaron el montaje de la obra al 2001, la tercera temporalidad que abarca, en donde finalmente, esta documentación que fue construyendo se revela a un público, en un Chile que ya había vuelto a la democracia y en el cual se comenzaban a visibilizar las disidencias. Aparecen estas dos historias, el barco de 1930 y las memorias autobiográficas del autor, que están situadas en fechas diferentes y que salen a la luz el 2001, logrando, Andrés Pérez, exponer un archivo propio de las disidencias sexuales, y así plantear una reflexión de cómo ingresan estas memorias, que no se han ingresado a la historia nacional, al archivo y a la historia de un nuevo Chile.

### Representación y Espacios.
En La Huida (2001) se puede apreciar la representación de discursos en escena que integran la sexualidad humana en alguna de sus variantes, es decir, un discurso que se aleja de la acostumbrada heterosexualidad y sus normas estereotipadas. Es fundamental recalcar que “la sexualidad humana es diversa; de ahí que el difundido término diversidad sexual haga referencia a un espectro amplio del que la heterosexualidad forma parte, aunque funcione como matriz hegemónica”. es por eso que la representación que se hace en esta obra es distinguida, puesto que le ha dado voz a personajes explícitamente homosexuales. La Huida (2001) pone en escena una disidencia sexual comprendida como una “representación de las manifestaciones teatrales de la sexualidad que no forman parte, en un determinado período, de la matriz hegemónica” El espacio que se utiliza para la representación de esta obra teatral es uno solamente, pero dividido en capas que se dirigen hacia el interior de la tierra, es decir, subterráneos. Puede comprenderse esta decisión de puesta en escena como un elemento que hace referencia a la sexualidad disidente, si se considera que “de este modo, el objeto recortado despliega una dimensión política, otorgando al teatro un lugar nada desdeñable” Según Ezequiel Lozano el teatro tiene la facultad de crear identidades y otorgar voces en este caso el espacio adquiere fuerza para reflejar la realidad de los personajes homosexuales. Durante toda la obra estos se encuentran sólo dentro de la vivienda de Joaquín, donde también se hacen fiestas clandestinas de homosexuales, siempre corresponde a un ambiente secreto y oculto al que asisten personas seleccionadas. Este espacio único en que se desarrolla la historia posee un subterráneo, un espacio que está aún más escondido y hundido que la superficie del hogar, en el cual se encuentran Ernesto y Esteban, una pareja de enamorados que espera poder escapar del país. La homosexualidad en 2001, año en que fue estrenada la obra, era algo inmoral, rechazado por la heternorma que conformaba la sociedad latinoamericana, lo cual se refleja en el espacio encerrado, la vivienda que funciona como escondite para los homosexuales. Se demuestra que aquellos que forman parte de esta disidencia sexual no tienen la posibilidad de desarrollarse fuera de este lugar, no tienen un espacio seguro en lo público, es por eso que viven su sexualidad tras las puertas de la casa de Joaquín, y los más vulnerables se encuentran aún más ocultos y “más abajo”, con menos posibilidades de salir.

## Incidencia en la actualidad y recepción
La temática expuesta por Pérez en su obra no es un tema que pueda quedarse ajeno a la actualidad, ya que la violencia hacia las disidencias sexuales sigue replicándose diariamente en el mundo, y en nuestro país. Afectando a quienes quedan fuera del estereotipo hegemónico en torno a la sexualidad y género impuesto por la sociedad. Si bien, Pérez retrata la historia de homosexuales perseguidos y torturados por el gobierno y dictadura chilena, hoy en día son perseguidos por civiles disfrazados de moralistas. Uno de los casos más conocidos en la actualidad de nuestro país fue el de Daniel Zamudio, golpeado por horas y dejándolo tan herido que a las semanas del hecho murió. Zamudio se convirtió en símbolo contra la violencia de género, generando tanto revuelo y dolor nacional que se creó la Ley 20.609, conocida tanto como <<Ley antidiscriminación>> o la <<Ley Zamudio>>.
La recepción de la obra fue negativa, puesto que se ponía en la palestra un discurso de violencia que pretendía ocultarse en pos de mantener uno oficial en donde la eliminación de quienes pensaban o se concebían como distintos era necesaria para garantizar el bien de un país en vías de desarrollo.
Dado que toda persona se encuentra anclada a un discurso y que todo discurso esconde una ideología detrás, el arte se convierte en un sistema de significación que permite darle espacio a las problemáticas sociales que se mantienen escondidas para comenzar a desmantelarlas. En La Huida, Pérez buscaba hacer un vínculo directo con un hito político, a partir de su propia experiencia y su propia condición de homosexual. En este sentido, como menciona Ezequiel Lozano en Sexualidades disidentes, en el teatro se logra un "desplazamiento del compromiso del artista con el arte al compromiso con la política", lo que permite darle cabida a un hecho tan violento como fueron las persecuciones a los homosexuales con la finalidad, de criticar desde ahí a un sistema que jerarquiza y desvaloriza las vidas justificándose en un discurso de odio.
Por otra parte, Iván Pinto en su crítica “Tacos de cemento:Andrés Pérez a Contrapelo” menciona: 

La Huida es una obra escrita por el propio Pérez, que aborda la persecución y desaparición
      de homosexuales bajo el gobierno de Carlos Ibáñez del Campo, lo que servía a la compañía
      para explorar en los límites del discurso biográfico, la crónica, el testimonio y del propio
      teatro. Pérez buscaba con esta obra vincularse más a una temática política a partir de su
      propia condición homosexual, y sus reflexiones biográficas en torno al golpe militar del
      '73, pues se trataba de una obra escrita en plena dictadura. Aun con todo ello, la obra fue
      incomprendida por la crítica de su momento, la que, por otro lado, no dejaba de canonizar a
      La negra Ester.

A lo anterior, se le agrega lo mencionado por la académica María de la Luz Hurtado: “Pérez teje capas a través de la historia chilena en torno a las brutales discriminaciones de género, de la cual él mismo participa al incluir su propia biografía en esta trama de delirio, horror y amor herido”.
En consecuencia, se reconoce la falta de apoyo político que se le dio al autor, que aumentó las dificultades para llevar a cabo la representación y dejó a la vista el malestar que produce el arte cuando este se fusiona con la política. Si se considera que “la teatralidad del género se evidencia en el hecho de que se consolida como un espectáculo para un público determinado: construido somato-discursiva de carácter colectivo”, se puede entrever que el público de ese momento, en la época a la que se remonta la puesta en escena, quizás no estaba preparado para otorgar el espacio a una representación como lo fue La huida.